# 向阳乡 (普格县)
向阳乡，是中华人民共和国四川省凉山彝族自治州普格县曾经下辖的一个乡。2021年1月12日，撤销向阳乡，流租脚村、谭家营村、乃乃沟村、森科洛村、筲箕村1组、3组、4组所属行政区域为普基镇 的行政区域；筲箕村2组所属行政区域划归荞窝镇管辖。

## 行政区划
向阳乡撤销前下辖以下地区：
谭家营村、流租脚村、筲箕村、乃乃沟村和森科洛村。